# Спасская башня (Коломна)
Спасская башня — одна из семи сохранившихся башен Коломенского кремля. У этой башни есть ещё три близнеца: Ямская, Симеоновская и Погорелая, так как четыре из семи уцелевших башен — однотипные.

## Название
Спасская башня получила своё название по расположенному рядом Спасо-Преображенскому монастырю, снесённому в советское время.

## Строительство
Строительство башни по некоторым данным продолжалось с 1525—1531 года. Установлена эта башня, как и её «близнецы» — Погорелая, Ямская и Семёновская башни — по восточному краю Коломенского кремля и имеет с ними аналогичные размеры.

## Архитектура
Спасская башня насчитывает 5 этажей. Высота башни составляет — 24 метра, длина — 12 метров, ширина — 8 метров. Завершается башня шестым ярусом — галереей, зубцы которой, напоминают форму ласточкиного хвоста. Высота и ширина зубцов составляет 2,5 и 1,44 метров соответственно.